# Siêu đặc vụ (phim 2010)
Siêu đặc vụ (tựa gốc tiếng Anh: MacGruber) là một bộ phim điện ảnh hành động hài hước của Mỹ năm 2010 dựa trên vở diễn hài cùng tên cua Saturday Night Live, đồng thời là bản giễu nhại loạt phim truyền hình hành động–phiêu lưu MacGyver. Jorma Taccone của nhóm tam tấu hài The Lonely Island là người đạo diễn bộ phim, với sự góp mặt của các diễn viên Will Forte vai nhân vật tiêu đề; Kristen Wiig vai Vicki St. Elmo, đồng nghiệp và tình nhân của MacGruber; Ryan Phillippe vai Dixon Piper, một trung úy trẻ nằm trong đội của MacGruber; Maya Rudolph vai Casey, người vợ đã qua đời của MacGruber; và Val Kilmer vai phản diện Dieter von Cunth.